# Igreja de São Francisco de Assis (Diamantina)

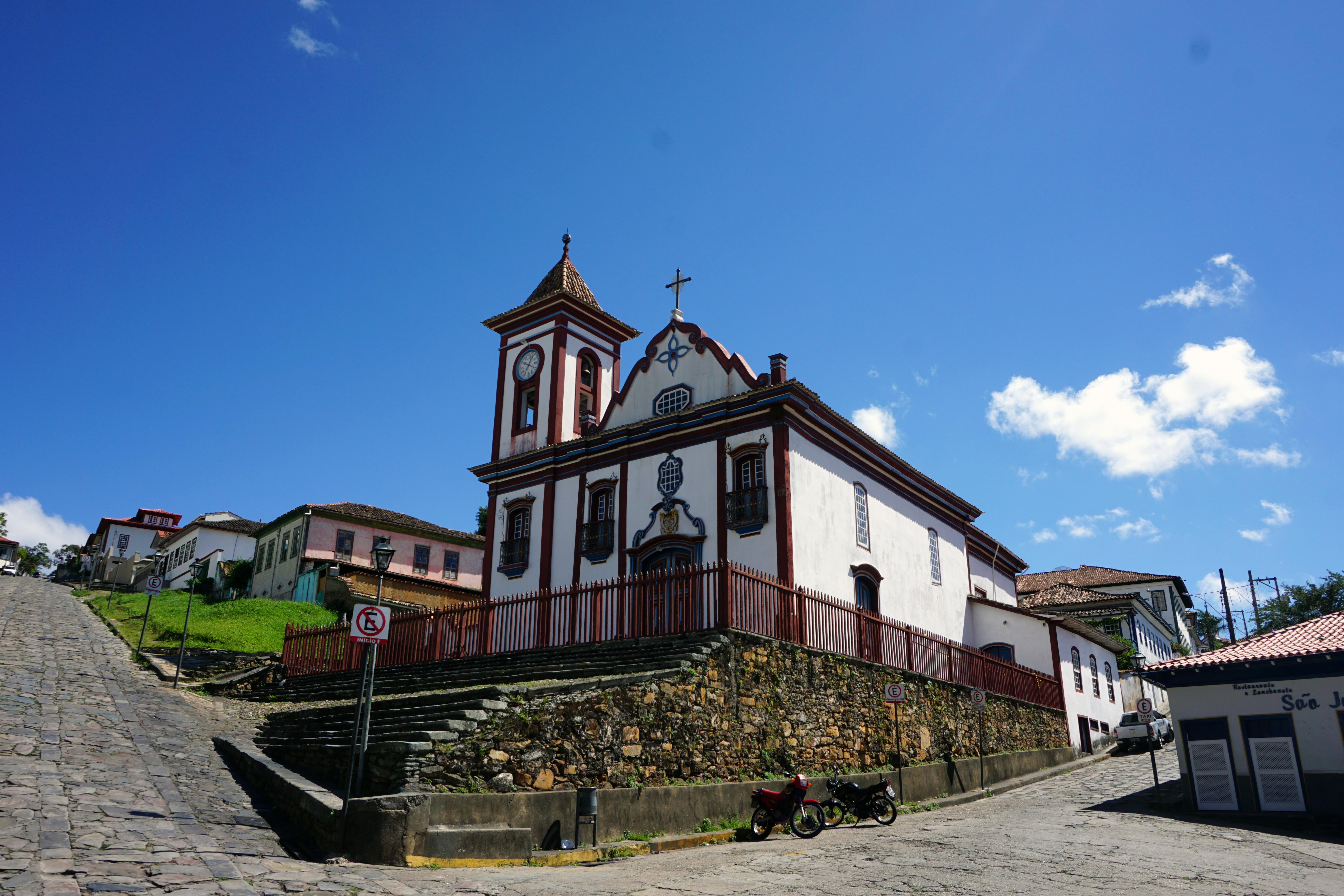
Igreja de São Francisco de Assis

A Igreja de São Francisco de Assis, se localiza no centro histórico da cidade de Diamantina (R. São Francisco, s/n (Centro Histórico) – Centro), Minas Gerais. O início da construção da igreja data do ano de 1766, sendo as obras consideradas como concluídas no final de 1830. É uma construção barroca com elementos decorativos em rococó, sendo um dos marcos da arquitetura mineira da época. A Igreja foi tombada pelo Iphan no ano de 1949, e mantém até os dias de hoje o seu uso original, que é o de servir ao culto religioso católico.

## Breve histórico da construção
A história da construção desta igreja começa no ano de 1762, com a implantação da Venerável Ordem Terceira de São Francisco de Assis no então arraial do Tijuco(antiga sede do Distrito Diamantino), e sua construção foi possibilitada graças à uma série de doações de irmãos e devotos. O início da construção da igreja data do ano de 1766, sendo as obras consideradas como concluídas no final de 1830.

### A igreja

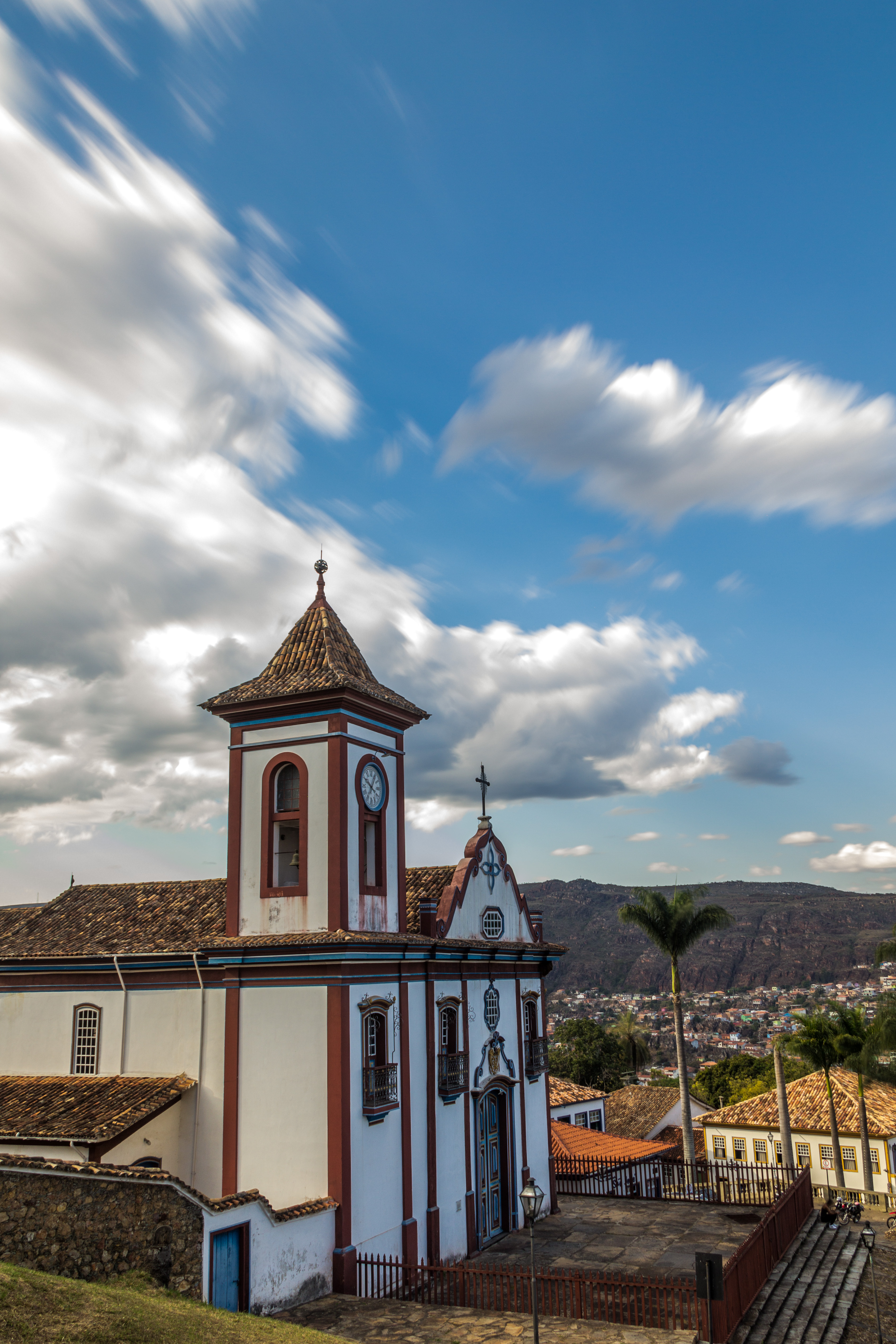
Igreja de São Francisco de Assis em Dimantina

A construção se localiza em um sítio privilegiado do contexto urbano da cidade de Diamantina - localiza-se na esquina das Ruas São Francisco e Macau de Cima, nas proximidades da Praça Juscelino Kubitschek, em um plano mais elevado em relação ao nível da rua (a igreja foi implantada sobre uma plataforma, resultante de um aterro do terreno em que se insere), sendo acessada por uma monumental escadaria, estratégias estas utilizadas para valorizar a construção, destacando-a de seu entorno. Quanto à fachada principal da igreja, esta é marcada pela presença da nave e de uma torre lateral.
Quanto à composição plástica desta fachada, destaca-se a presença de um frontão no corpo central (nave) marcado por segmentos curvos terminados em volutas, sobressaindo-se graças ao uso das cores azul e vermelho e amarelo em sua decoração, que aparecem não só neste elemento, mas também nas fachadas laterais e como parte da decoração do interior da construção. A fachada principal desta igreja é ladeada por uma única torre, que era vista como uma atribuição estética ao edifício. Compõem ainda esta fachada principal pequenas janelas no nível do coro, somadas à janela da torre e ao óculo presente  em seu frontão, além das decorações efetuadas nas janelas e na porta de entrada principal da igreja. Sobre a porta de entrada principal do local se destaca o  brasão da Ordem terceira de São Francisco de Assis, composto por duas cartelas, arrematadas pela coroa de espinhos e dois braços com as chagas, circundado por ornatos em madeira.
As fachadas laterais apresentam arranjo plástico simplificado, são fachadas retangulares simples, caiadas, delimitadas pelas linhas horizontais dos beirais, onde se destacam pontualmente apenas suas portas, janelas, esteios e cunhais pintados em azul e vermelho e detalhes em amarelo, assim com a fachada principal da construção.

#### Planta arquitetônica da construção
A planta desta construção foi elaborada de acordo com o que era tradição nas capelas luso-brasileiras da época (séculos XVII e XVIII). É composta por uma planta em T, formada a partir de uma organização sequencial dos espaços que compõem a igreja, possuindo nave, capela–mor (sendo esta ladeada pela sacristia e pelo consistório) e coro. Nesta construção à simetria em sua planta foi alterada devido à adição de  ambientes na lateral da sacristia e na cabeceira da capela-mor, somando-se ainda uma torre com relógio, elaborada neste caso principalmente para compor a plasticidade da área externa da igreja.
Uma característica desta construção é o fato de que esta é marcada por uma série de desníveis de piso, que se elevam a partir do nível da rua, de forma a demarcar uma hierarquização dos espaços  à medida que estes se aproximam do altar do santo padroeiro. Estes desníveis se apresentam desde sua área externa, passando pela escadaria em pedra, nave, capela mor, supedâneo, altar-mor, até finalmente chegar ao trono onde se encontram as imagens de São Francisco e de Jesus Cristo. Em seu interior essa hierarquização de espaços é reafirmada através da decoração de seu teto e de seus altares, sendo marcada também pela diferenciação da intensidade luminosa na área interna da construção: o átrio apresenta  uma iluminação mais fraca, sua nave é marcada por uma iluminação mais clara, e novamente há uma redução de luz na capela–mor. Esta diferenciação de intensidade de luz em seu interior também contribui pra a teatralidade do espaço, tão típica de construções barrocas.

#### Sistema construtivo
Utilizou-se como sistema construtivo nesta obra a solução que era comumente adotada na arquitetura mineira da época- a construção apresenta sua estrutura em madeira, com suas paredes feitas em adobe, emboçadas e caiadas de branco. Quanto à cobertura da construção, esta  apresenta diferenças de acordo com a área da construção à que se destina; se nota uma cobertura de duas águas na nave e na capela-mor, de meia água na sacristia e no consistório, e de quatro águas na torre da igreja.

#### Decoração da área interna
O grande destaque no quesito decoração se encontra na área interna da igreja. Em contraposição à suas fachadas de decoração simples, a sua área interna se destaca graças às ornamentações feitas em elementos como o seu retábulo-mor, arco-cruzeiro, em sua tarja e no púlpito, destacando-se também o trabalho de pintura efetuado em seu teto. Um dos destaques do conjunto decorativo efetuado em sua área interna foi o trabalho de douramento efetuado em elementos como o púlpito, arco cruzeiro e em seu retábulo. Outro destaque são as pinturas de efeito ilusionista com influência do estilo rococó realizado no forro da capela mor, sendo tanto o trabalho de pintura quanto o de douramento atribuídos à José Soares de Araújo.
Merece destaque também a pintura existente no forro da sacristia, que é atribuída ao pintor Silvestre de Almeida Lopes, que representa São Francisco de Assis e o Cristo Crucificado e, circundando este quadro central, o pintor desenvolveu uma rica trama decorativa possuindo rocalhas, motivos florais e anjos, colocados nos eixos laterais da composição. Quanto aos elementos decorativos da capela–mor, pode-se destacar o retábulo em estilo D. João V e, completando a  decoração da área interna, sua nave é marcada pela presença de  dois retábulos de inspiração neoclássica.